# Baloise Belgium Tour 2023
Baloise Belgium Tour 2023 – 92. edycja wyścigu kolarskiego Baloise Belgium Tour, która odbyła się w dniach od 14 do 18 czerwca 2023 na liczącej ponad 723 kilometry trasie z Scherpenheuvel-Zichem do Brukseli. Wyścig kategorii 2.Pro był częścią UCI ProSeries 2023.

## Etapy
| Etap | Data   | Start – Meta                                  | type                       | Dystans (km) | Suma wzniesień (m) | Zwycięzca etapu      | Lider                |
| ---- | ------ | --------------------------------------------- | -------------------------- | ------------ | ------------------ | -------------------- | -------------------- |
| 1    | 14 cze | Scherpenheuvel-Zichem – Scherpenheuvel-Zichem | płaski                     | 164,9        | 1037 m             | Jasper Philipsen     | Jasper Philipsen     |
| 2    | 15 cze | Merelbeke – Knokke-Heist                      | płaski                     | 175,7        | 457 m              | Fabio Jakobsen       | Fabio Jakobsen       |
| 3    | 16 cze | Beveren – Beveren                             | jazda indywidualna na czas | 15,2         | 37 m               | Søren Wærenskjold    | Mathieu van der Poel |
| 4    | 17 cze | Durbuy – Durbuy                               | pagórkowaty                | 172,6        | 3230 m             | Mathieu van der Poel | Mathieu van der Poel |
| 5    | 18 cze | Bruksela – Bruksela                           | płaski                     | 194,8        | 1174 m             | Fabio Jakobsen       | Mathieu van der Poel |

## Drużyny
| WorldTeams (6)- Alpecin-Deceuninck - Astana Qazaqstan Team - Intermarché-Circus-Wanty - Soudal Quick-Step - Team DSM - Trek-Segafredo ProTeams (10)- Bingoal WB - Bolton Equities Black Spoke Pro Cycling - Eolo-Kometa - Human Powered Health - Israel-Premier Tech - Lotto Dstny - Team Corratec-Selle Italia - Team Flanders-Baloise - Team Novo Nordisk - Uno-X Pro Cycling Team Continental teams (4)- Baloise Trek Lions - Beat Cycling Club - Tarteletto-Isorex - Volkerwessels Cycling Team translation for headoftableIII_translate index 47 not found- Pauwels Sauzen-Bingoal |
| |

## Wyniki etapów

### Etap 1
| Scherpenheuvel-Zichem - Scherpenheuvel-Zichem | płaski | (164,9 km) |

| \| Klasyfikacja etapu \| Klasyfikacja etapu \| Klasyfikacja etapu \| Klasyfikacja etapu \| Klasyfikacja etapu \| \| Kolarz \| Kolarz \| Państwo \| Drużyna \| Czas \| \| ------------------ \| -------------------- \| ------------------ \| ---------------------- \| ------------------ \| \| 1. \| Jasper Philipsen \| Belgia \| Alpecin-Deceuninck \| 3h 38' 14" \| \| 2. \| Fabio Jakobsen \| Holandia \| Soudal Quick-Step \| + 0" \| \| 3. \| Timothy Dupont \| Belgia \| Tarteletto-Isorex \| + 0" \| \| 4. \| Alexander Kristoff \| Norwegia \| Uno-X Pro Cycling Team \| + 0" \| \| 5. \| David Martín \| Hiszpania \| Eolo-Kometa \| + 0" \| \| 6. \| Mathieu van der Poel \| Holandia \| Alpecin-Deceuninck \| + 0" \| \| 7. \| Joris Nieuwenhuis \| Holandia \| Baloise Trek Lions \| + 0" \| \| 8. \| Ryan Kamp \| Holandia \| Pauwels Sauzen-Bingoal \| + 0" \| \| 9. \| Oded Kogut \| Izrael \| Israel-Premier Tech \| + 0" \| \| 10. \| Tom Van Asbroeck \| Belgia \| Israel-Premier Tech \| + 0" \| |                      |           |                        |            |
| |                      |           |                        |            |
| Źródło: ProCyclingStats |                      |           |                        |            |
| Klasyfikacja etapu |                      |           |                        |            |
| Kolarz | Kolarz               | Państwo   | Drużyna                | Czas       |
| 1. | Jasper Philipsen     | Belgia    | Alpecin-Deceuninck     | 3h 38' 14" |
| 2. | Fabio Jakobsen       | Holandia  | Soudal Quick-Step      | + 0"       |
| 3. | Timothy Dupont       | Belgia    | Tarteletto-Isorex      | + 0"       |
| 4. | Alexander Kristoff   | Norwegia  | Uno-X Pro Cycling Team | + 0"       |
| 5. | David Martín         | Hiszpania | Eolo-Kometa            | + 0"       |
| 6. | Mathieu van der Poel | Holandia  | Alpecin-Deceuninck     | + 0"       |
| 7. | Joris Nieuwenhuis    | Holandia  | Baloise Trek Lions     | + 0"       |
| 8. | Ryan Kamp            | Holandia  | Pauwels Sauzen-Bingoal | + 0"       |
| 9. | Oded Kogut           | Izrael    | Israel-Premier Tech    | + 0"       |
| 10. | Tom Van Asbroeck     | Belgia    | Israel-Premier Tech    | + 0"       |

| \| Klasyfikacja generalna \| Klasyfikacja generalna \| Klasyfikacja generalna \| Klasyfikacja generalna \| Klasyfikacja generalna \| \| Kolarz \| Kolarz \| Państwo \| Drużyna \| Czas \| \| ---------------------- \| ---------------------- \| ---------------------- \| ---------------------- \| ---------------------- \| \| 1. \| Jasper Philipsen \| Belgia \| Alpecin-Deceuninck \| 3h 38' 04" \| \| 2. \| Mathieu van der Poel \| Holandia \| Alpecin-Deceuninck \| + 2" \| \| 3. \| Fabio Jakobsen \| Holandia \| Soudal Quick-Step \| + 4" \| \| 4. \| Casper Pedersen \| Dania \| Soudal Quick-Step \| + 4" \| \| 5. \| Timothy Dupont \| Belgia \| Tarteletto-Isorex \| + 6" \| \| 6. \| Rasmus Tiller \| Norwegia \| Uno-X Pro Cycling Team \| + 7" \| \| 7. \| Jasper De Buyst \| Belgia \| Lotto Dstny \| + 9" \| \| 8. \| Alexander Kristoff \| Norwegia \| Uno-X Pro Cycling Team \| + 10" \| \| 9. \| David Martín \| Hiszpania \| Eolo-Kometa \| + 10" \| \| 10. \| Joris Nieuwenhuis \| Holandia \| Baloise Trek Lions \| + 10" \| |                      |           |                        |            |
| |                      |           |                        |            |
| Źródło: ProCyclingStats |                      |           |                        |            |
| Klasyfikacja generalna |                      |           |                        |            |
| Kolarz | Kolarz               | Państwo   | Drużyna                | Czas       |
| 1. | Jasper Philipsen     | Belgia    | Alpecin-Deceuninck     | 3h 38' 04" |
| 2. | Mathieu van der Poel | Holandia  | Alpecin-Deceuninck     | + 2"       |
| 3. | Fabio Jakobsen       | Holandia  | Soudal Quick-Step      | + 4"       |
| 4. | Casper Pedersen      | Dania     | Soudal Quick-Step      | + 4"       |
| 5. | Timothy Dupont       | Belgia    | Tarteletto-Isorex      | + 6"       |
| 6. | Rasmus Tiller        | Norwegia  | Uno-X Pro Cycling Team | + 7"       |
| 7. | Jasper De Buyst      | Belgia    | Lotto Dstny            | + 9"       |
| 8. | Alexander Kristoff   | Norwegia  | Uno-X Pro Cycling Team | + 10"      |
| 9. | David Martín         | Hiszpania | Eolo-Kometa            | + 10"      |
| 10. | Joris Nieuwenhuis    | Holandia  | Baloise Trek Lions     | + 10"      |

### Etap 2
| Merelbeke - Knokke-Heist | płaski | (175,7 km) |

| \| Klasyfikacja etapu \| Klasyfikacja etapu \| Klasyfikacja etapu \| Klasyfikacja etapu \| Klasyfikacja etapu \| \| Kolarz \| Kolarz \| Państwo \| Drużyna \| Czas \| \| ------------------ \| -------------------- \| ------------------ \| --------------------------------------- \| ------------------ \| \| 1. \| Fabio Jakobsen \| Holandia \| Soudal Quick-Step \| 3h 52' 07" \| \| 2. \| Mathieu van der Poel \| Holandia \| Alpecin-Deceuninck \| + 0" \| \| 3. \| Jasper De Buyst \| Belgia \| Lotto Dstny \| + 0" \| \| 4. \| Alexander Kristoff \| Norwegia \| Uno-X Pro Cycling Team \| + 0" \| \| 5. \| Søren Wærenskjold \| Norwegia \| Uno-X Pro Cycling Team \| + 0" \| \| 6. \| Gerben Thijssen \| Belgia \| Intermarché-Circus-Wanty \| + 0" \| \| 7. \| Rory Townsend \| Irlandia \| Bolton Equities Black Spoke Pro Cycling \| + 0" \| \| 8. \| Emīls Liepiņš \| Łotwa \| Trek-Segafredo \| + 0" \| \| 9. \| Oded Kogut \| Izrael \| Israel-Premier Tech \| + 0" \| \| 10. \| Matteo Malucelli \| Włochy \| Bingoal WB \| + 0" \| |                      |          |                                         |            |
| |                      |          |                                         |            |
| Źródło: ProCyclingStats |                      |          |                                         |            |
| Klasyfikacja etapu |                      |          |                                         |            |
| Kolarz | Kolarz               | Państwo  | Drużyna                                 | Czas       |
| 1. | Fabio Jakobsen       | Holandia | Soudal Quick-Step                       | 3h 52' 07" |
| 2. | Mathieu van der Poel | Holandia | Alpecin-Deceuninck                      | + 0"       |
| 3. | Jasper De Buyst      | Belgia   | Lotto Dstny                             | + 0"       |
| 4. | Alexander Kristoff   | Norwegia | Uno-X Pro Cycling Team                  | + 0"       |
| 5. | Søren Wærenskjold    | Norwegia | Uno-X Pro Cycling Team                  | + 0"       |
| 6. | Gerben Thijssen      | Belgia   | Intermarché-Circus-Wanty                | + 0"       |
| 7. | Rory Townsend        | Irlandia | Bolton Equities Black Spoke Pro Cycling | + 0"       |
| 8. | Emīls Liepiņš        | Łotwa    | Trek-Segafredo                          | + 0"       |
| 9. | Oded Kogut           | Izrael   | Israel-Premier Tech                     | + 0"       |
| 10. | Matteo Malucelli     | Włochy   | Bingoal WB                              | + 0"       |

| \| Klasyfikacja generalna \| Klasyfikacja generalna \| Klasyfikacja generalna \| Klasyfikacja generalna \| Klasyfikacja generalna \| \| Kolarz \| Kolarz \| Państwo \| Drużyna \| Czas \| \| ---------------------- \| ---------------------- \| ---------------------- \| ---------------------- \| ---------------------- \| \| 1. \| Fabio Jakobsen \| Holandia \| Soudal Quick-Step \| 7h 30' 05" \| \| 2. \| Mathieu van der Poel \| Holandia \| Alpecin-Deceuninck \| + 0" \| \| 3. \| Jasper De Buyst \| Belgia \| Lotto Dstny \| + 7" \| \| 4. \| Casper Pedersen \| Dania \| Soudal Quick-Step \| + 10" \| \| 5. \| Rasmus Tiller \| Norwegia \| Uno-X Pro Cycling Team \| + 10" \| \| 6. \| Timothy Dupont \| Belgia \| Tarteletto-Isorex \| + 12" \| \| 7. \| Mathias Vacek \| Czechy \| Trek-Segafredo \| + 13" \| \| 8. \| Yves Lampaert \| Belgia \| Soudal Quick-Step \| + 13" \| \| 9. \| Florian Vermeersch \| Belgia \| Lotto Dstny \| + 15" \| \| 10. \| Jasper Stuyven \| Belgia \| Trek-Segafredo \| + 15" \| |                      |          |                        |            |
| |                      |          |                        |            |
| Źródło: ProCyclingStats |                      |          |                        |            |
| Klasyfikacja generalna |                      |          |                        |            |
| Kolarz | Kolarz               | Państwo  | Drużyna                | Czas       |
| 1. | Fabio Jakobsen       | Holandia | Soudal Quick-Step      | 7h 30' 05" |
| 2. | Mathieu van der Poel | Holandia | Alpecin-Deceuninck     | + 0"       |
| 3. | Jasper De Buyst      | Belgia   | Lotto Dstny            | + 7"       |
| 4. | Casper Pedersen      | Dania    | Soudal Quick-Step      | + 10"      |
| 5. | Rasmus Tiller        | Norwegia | Uno-X Pro Cycling Team | + 10"      |
| 6. | Timothy Dupont       | Belgia   | Tarteletto-Isorex      | + 12"      |
| 7. | Mathias Vacek        | Czechy   | Trek-Segafredo         | + 13"      |
| 8. | Yves Lampaert        | Belgia   | Soudal Quick-Step      | + 13"      |
| 9. | Florian Vermeersch   | Belgia   | Lotto Dstny            | + 15"      |
| 10. | Jasper Stuyven       | Belgia   | Trek-Segafredo         | + 15"      |

### Etap 3
| Beveren - Beveren | jazda indywidualna na czas | (15,2 km) |

| \| Klasyfikacja etapu \| Klasyfikacja etapu \| Klasyfikacja etapu \| Klasyfikacja etapu \| Klasyfikacja etapu \| \| Kolarz \| Kolarz \| Państwo \| Drużyna \| Czas \| \| ------------------ \| -------------------- \| ------------------ \| --------------------------------------- \| ------------------ \| \| 1. \| Søren Wærenskjold \| Norwegia \| Uno-X Pro Cycling Team \| 17' 09" \| \| 2. \| Yves Lampaert \| Belgia \| Soudal Quick-Step \| + 12" \| \| 3. \| Alexander Edmondson \| Australia \| Team DSM \| + 13" \| \| 4. \| Mathieu van der Poel \| Holandia \| Alpecin-Deceuninck \| + 15" \| \| 5. \| Jasper Stuyven \| Belgia \| Trek-Segafredo \| + 18" \| \| 6. \| Jannik Steimle \| Niemcy \| Soudal Quick-Step \| + 19" \| \| 7. \| Aaron Gate \| Nowa Zelandia \| Bolton Equities Black Spoke Pro Cycling \| + 19" \| \| 8. \| Casper Pedersen \| Dania \| Soudal Quick-Step \| + 26" \| \| 9. \| Cees Bol \| Holandia \| Astana Qazaqstan Team \| + 28" \| \| 10. \| Sam Welsford \| Australia \| Team DSM \| + 30" \| |                      |               |                                         |         |
| |                      |               |                                         |         |
| Źródło: ProCyclingStats |                      |               |                                         |         |
| Klasyfikacja etapu |                      |               |                                         |         |
| Kolarz | Kolarz               | Państwo       | Drużyna                                 | Czas    |
| 1. | Søren Wærenskjold    | Norwegia      | Uno-X Pro Cycling Team                  | 17' 09" |
| 2. | Yves Lampaert        | Belgia        | Soudal Quick-Step                       | + 12"   |
| 3. | Alexander Edmondson  | Australia     | Team DSM                                | + 13"   |
| 4. | Mathieu van der Poel | Holandia      | Alpecin-Deceuninck                      | + 15"   |
| 5. | Jasper Stuyven       | Belgia        | Trek-Segafredo                          | + 18"   |
| 6. | Jannik Steimle       | Niemcy        | Soudal Quick-Step                       | + 19"   |
| 7. | Aaron Gate           | Nowa Zelandia | Bolton Equities Black Spoke Pro Cycling | + 19"   |
| 8. | Casper Pedersen      | Dania         | Soudal Quick-Step                       | + 26"   |
| 9. | Cees Bol             | Holandia      | Astana Qazaqstan Team                   | + 28"   |
| 10. | Sam Welsford         | Australia     | Team DSM                                | + 30"   |

| \| Klasyfikacja generalna \| Klasyfikacja generalna \| Klasyfikacja generalna \| Klasyfikacja generalna \| Klasyfikacja generalna \| \| Kolarz \| Kolarz \| Państwo \| Drużyna \| Czas \| \| ---------------------- \| ---------------------- \| ---------------------- \| ---------------------- \| ---------------------- \| \| 1. \| Mathieu van der Poel \| Holandia \| Alpecin-Deceuninck \| 7h 47' 29" \| \| 2. \| Søren Wærenskjold \| Norwegia \| Uno-X Pro Cycling Team \| + 1" \| \| 3. \| Yves Lampaert \| Belgia \| Soudal Quick-Step \| + 10" \| \| 4. \| Jasper Stuyven \| Belgia \| Trek-Segafredo \| + 18" \| \| 5. \| Casper Pedersen \| Dania \| Soudal Quick-Step \| + 21" \| \| 6. \| Rasmus Tiller \| Norwegia \| Uno-X Pro Cycling Team \| + 29" \| \| 7. \| Jasper De Buyst \| Belgia \| Lotto Dstny \| + 32" \| \| 8. \| Florian Vermeersch \| Belgia \| Lotto Dstny \| + 34" \| \| 9. \| Mathias Vacek \| Czechy \| Trek-Segafredo \| + 34" \| \| 10. \| Ben Hermans \| Belgia \| Israel-Premier Tech \| + 42" \| |                      |          |                        |            |
| |                      |          |                        |            |
| Źródło: ProCyclingStats |                      |          |                        |            |
| Klasyfikacja generalna |                      |          |                        |            |
| Kolarz | Kolarz               | Państwo  | Drużyna                | Czas       |
| 1. | Mathieu van der Poel | Holandia | Alpecin-Deceuninck     | 7h 47' 29" |
| 2. | Søren Wærenskjold    | Norwegia | Uno-X Pro Cycling Team | + 1"       |
| 3. | Yves Lampaert        | Belgia   | Soudal Quick-Step      | + 10"      |
| 4. | Jasper Stuyven       | Belgia   | Trek-Segafredo         | + 18"      |
| 5. | Casper Pedersen      | Dania    | Soudal Quick-Step      | + 21"      |
| 6. | Rasmus Tiller        | Norwegia | Uno-X Pro Cycling Team | + 29"      |
| 7. | Jasper De Buyst      | Belgia   | Lotto Dstny            | + 32"      |
| 8. | Florian Vermeersch   | Belgia   | Lotto Dstny            | + 34"      |
| 9. | Mathias Vacek        | Czechy   | Trek-Segafredo         | + 34"      |
| 10. | Ben Hermans          | Belgia   | Israel-Premier Tech    | + 42"      |

### Etap 4
| Durbuy - Durbuy | pagórkowaty | (172,6 km) |

| \| Klasyfikacja etapu \| Klasyfikacja etapu \| Klasyfikacja etapu \| Klasyfikacja etapu \| Klasyfikacja etapu \| \| Kolarz \| Kolarz \| Państwo \| Drużyna \| Czas \| \| ------------------ \| -------------------- \| ------------------ \| ------------------------ \| ------------------ \| \| 1. \| Mathieu van der Poel \| Holandia \| Alpecin-Deceuninck \| 4h 09' 42" \| \| 2. \| Thibau Nys \| Belgia \| Trek-Segafredo \| + 16" \| \| 3. \| Casper Pedersen \| Dania \| Soudal Quick-Step \| + 18" \| \| 4. \| Søren Wærenskjold \| Norwegia \| Uno-X Pro Cycling Team \| + 20" \| \| 5. \| Jasper De Buyst \| Belgia \| Lotto Dstny \| + 26" \| \| 6. \| Christian Scaroni \| Włochy \| Astana Qazaqstan Team \| + 26" \| \| 7. \| Vincenzo Albanese \| Włochy \| Eolo-Kometa \| + 28" \| \| 8. \| Yves Lampaert \| Belgia \| Soudal Quick-Step \| + 30" \| \| 9. \| Jonas Abrahamsen \| Norwegia \| Uno-X Pro Cycling Team \| + 30" \| \| 10. \| Lorenzo Rota \| Włochy \| Intermarché-Circus-Wanty \| + 32" \| |                      |          |                          |            |
| |                      |          |                          |            |
| Źródło: ProCyclingStats |                      |          |                          |            |
| Klasyfikacja etapu |                      |          |                          |            |
| Kolarz | Kolarz               | Państwo  | Drużyna                  | Czas       |
| 1. | Mathieu van der Poel | Holandia | Alpecin-Deceuninck       | 4h 09' 42" |
| 2. | Thibau Nys           | Belgia   | Trek-Segafredo           | + 16"      |
| 3. | Casper Pedersen      | Dania    | Soudal Quick-Step        | + 18"      |
| 4. | Søren Wærenskjold    | Norwegia | Uno-X Pro Cycling Team   | + 20"      |
| 5. | Jasper De Buyst      | Belgia   | Lotto Dstny              | + 26"      |
| 6. | Christian Scaroni    | Włochy   | Astana Qazaqstan Team    | + 26"      |
| 7. | Vincenzo Albanese    | Włochy   | Eolo-Kometa              | + 28"      |
| 8. | Yves Lampaert        | Belgia   | Soudal Quick-Step        | + 30"      |
| 9. | Jonas Abrahamsen     | Norwegia | Uno-X Pro Cycling Team   | + 30"      |
| 10. | Lorenzo Rota         | Włochy   | Intermarché-Circus-Wanty | + 32"      |

| \| Klasyfikacja generalna \| Klasyfikacja generalna \| Klasyfikacja generalna \| Klasyfikacja generalna \| Klasyfikacja generalna \| \| Kolarz \| Kolarz \| Państwo \| Drużyna \| Czas \| \| ---------------------- \| ---------------------- \| ---------------------- \| ---------------------- \| ---------------------- \| \| 1. \| Mathieu van der Poel \| Holandia \| Alpecin-Deceuninck \| 11h 56' 52" \| \| 2. \| Søren Wærenskjold \| Norwegia \| Uno-X Pro Cycling Team \| + 40" \| \| 3. \| Casper Pedersen \| Dania \| Soudal Quick-Step \| + 53" \| \| 4. \| Yves Lampaert \| Belgia \| Soudal Quick-Step \| + 59" \| \| 5. \| Jasper Stuyven \| Belgia \| Trek-Segafredo \| + 1' 10" \| \| 6. \| Jasper De Buyst \| Belgia \| Lotto Dstny \| + 1' 17" \| \| 7. \| Florian Vermeersch \| Belgia \| Lotto Dstny \| + 1' 25" \| \| 8. \| Ben Hermans \| Belgia \| Israel-Premier Tech \| + 1' 35" \| \| 9. \| Mathias Vacek \| Czechy \| Trek-Segafredo \| + 1' 46" \| \| 10. \| Toms Skujiņš \| Łotwa \| Trek-Segafredo \| + 1' 47" \| |                      |          |                        |             |
| |                      |          |                        |             |
| Źródło: ProCyclingStats |                      |          |                        |             |
| Klasyfikacja generalna |                      |          |                        |             |
| Kolarz | Kolarz               | Państwo  | Drużyna                | Czas        |
| 1. | Mathieu van der Poel | Holandia | Alpecin-Deceuninck     | 11h 56' 52" |
| 2. | Søren Wærenskjold    | Norwegia | Uno-X Pro Cycling Team | + 40"       |
| 3. | Casper Pedersen      | Dania    | Soudal Quick-Step      | + 53"       |
| 4. | Yves Lampaert        | Belgia   | Soudal Quick-Step      | + 59"       |
| 5. | Jasper Stuyven       | Belgia   | Trek-Segafredo         | + 1' 10"    |
| 6. | Jasper De Buyst      | Belgia   | Lotto Dstny            | + 1' 17"    |
| 7. | Florian Vermeersch   | Belgia   | Lotto Dstny            | + 1' 25"    |
| 8. | Ben Hermans          | Belgia   | Israel-Premier Tech    | + 1' 35"    |
| 9. | Mathias Vacek        | Czechy   | Trek-Segafredo         | + 1' 46"    |
| 10. | Toms Skujiņš         | Łotwa    | Trek-Segafredo         | + 1' 47"    |

### Etap 5
| Bruksela - Bruksela | płaski | (194,8 km) |

| \| Klasyfikacja etapu \| Klasyfikacja etapu \| Klasyfikacja etapu \| Klasyfikacja etapu \| Klasyfikacja etapu \| \| Kolarz \| Kolarz \| Państwo \| Drużyna \| Czas \| \| ------------------ \| -------------------- \| ------------------ \| --------------------------- \| ------------------ \| \| 1. \| Fabio Jakobsen \| Holandia \| Soudal Quick-Step \| 4h 12' 38" \| \| 2. \| Jasper Philipsen \| Belgia \| Alpecin-Deceuninck \| + 0" \| \| 3. \| Thibau Nys \| Belgia \| Trek-Segafredo \| + 0" \| \| 4. \| Cees Bol \| Holandia \| Astana Qazaqstan Team \| + 0" \| \| 5. \| Alexander Kristoff \| Norwegia \| Uno-X Pro Cycling Team \| + 0" \| \| 6. \| Oded Kogut \| Izrael \| Israel Premier Tech Academy \| + 0" \| \| 7. \| Caleb Ewan \| Australia \| Lotto Dstny \| + 0" \| \| 8. \| Emiel Vermeulen \| Belgia \| BEAT Cycling Club \| + 0" \| \| 9. \| Gerben Thijssen \| Belgia \| Intermarché-Circus-Wanty \| + 0" \| \| 10. \| Mathieu van der Poel \| Holandia \| Alpecin-Deceuninck \| + 0" \| |                      |           |                             |            |
| |                      |           |                             |            |
| Źródło: ProCyclingStats |                      |           |                             |            |
| Klasyfikacja etapu |                      |           |                             |            |
| Kolarz | Kolarz               | Państwo   | Drużyna                     | Czas       |
| 1. | Fabio Jakobsen       | Holandia  | Soudal Quick-Step           | 4h 12' 38" |
| 2. | Jasper Philipsen     | Belgia    | Alpecin-Deceuninck          | + 0"       |
| 3. | Thibau Nys           | Belgia    | Trek-Segafredo              | + 0"       |
| 4. | Cees Bol             | Holandia  | Astana Qazaqstan Team       | + 0"       |
| 5. | Alexander Kristoff   | Norwegia  | Uno-X Pro Cycling Team      | + 0"       |
| 6. | Oded Kogut           | Izrael    | Israel Premier Tech Academy | + 0"       |
| 7. | Caleb Ewan           | Australia | Lotto Dstny                 | + 0"       |
| 8. | Emiel Vermeulen      | Belgia    | BEAT Cycling Club           | + 0"       |
| 9. | Gerben Thijssen      | Belgia    | Intermarché-Circus-Wanty    | + 0"       |
| 10. | Mathieu van der Poel | Holandia  | Alpecin-Deceuninck          | + 0"       |

## Klasyfikacje

### Klasyfikacja generalna
| \| Klasyfikacja generalna \| Klasyfikacja generalna \| Klasyfikacja generalna \| Klasyfikacja generalna \| Klasyfikacja generalna \| \| Kolarz \| Kolarz \| Państwo \| Drużyna \| Czas \| \| ---------------------- \| ---------------------- \| ---------------------- \| ---------------------- \| ---------------------- \| \| 1. \| Mathieu van der Poel \| Holandia \| Alpecin-Deceuninck \| 16h 09' 30" \| \| 2. \| Søren Wærenskjold \| Norwegia \| Uno-X Pro Cycling Team \| + 40" \| \| 3. \| Casper Pedersen \| Dania \| Soudal Quick-Step \| + 53" \| \| 4. \| Yves Lampaert \| Belgia \| Soudal Quick-Step \| + 59" \| \| 5. \| Jasper Stuyven \| Belgia \| Trek-Segafredo \| + 1' 10" \| \| 6. \| Jasper De Buyst \| Belgia \| Lotto Dstny \| + 1' 17" \| \| 7. \| Florian Vermeersch \| Belgia \| Lotto Dstny \| + 1' 25" \| \| 8. \| Ben Hermans \| Belgia \| Israel-Premier Tech \| + 1' 35" \| \| 9. \| Mathias Vacek \| Czechy \| Trek-Segafredo \| + 1' 44" \| \| 10. \| Toms Skujiņš \| Łotwa \| Trek-Segafredo \| + 1' 46" \| |                      |          |                        |             |
| |                      |          |                        |             |
| Źródło: ProCyclingStats |                      |          |                        |             |
| Klasyfikacja generalna |                      |          |                        |             |
| Kolarz | Kolarz               | Państwo  | Drużyna                | Czas        |
| 1. | Mathieu van der Poel | Holandia | Alpecin-Deceuninck     | 16h 09' 30" |
| 2. | Søren Wærenskjold    | Norwegia | Uno-X Pro Cycling Team | + 40"       |
| 3. | Casper Pedersen      | Dania    | Soudal Quick-Step      | + 53"       |
| 4. | Yves Lampaert        | Belgia   | Soudal Quick-Step      | + 59"       |
| 5. | Jasper Stuyven       | Belgia   | Trek-Segafredo         | + 1' 10"    |
| 6. | Jasper De Buyst      | Belgia   | Lotto Dstny            | + 1' 17"    |
| 7. | Florian Vermeersch   | Belgia   | Lotto Dstny            | + 1' 25"    |
| 8. | Ben Hermans          | Belgia   | Israel-Premier Tech    | + 1' 35"    |
| 9. | Mathias Vacek        | Czechy   | Trek-Segafredo         | + 1' 44"    |
| 10. | Toms Skujiņš         | Łotwa    | Trek-Segafredo         | + 1' 46"    |

| Klasyfikacja punktowa | Klasyfikacja punktowa | Klasyfikacja punktowa | Klasyfikacja punktowa  | Klasyfikacja punktowa |
| Kolarz                | Kolarz                | Państwo               | Drużyna                | Punkty                |
| --------------------- | --------------------- | --------------------- | ---------------------- | --------------------- |
| 1.                    | Mathieu van der Poel  | Holandia              | Alpecin-Deceuninck     | 94 pkt                |
| 2.                    | Fabio Jakobsen        | Holandia              | Soudal Quick-Step      | 85 pkt                |
| 3.                    | Søren Wærenskjold     | Norwegia              | Uno-X Pro Cycling Team | 56 pkt                |
| 4.                    | Jasper Philipsen      | Belgia                | Alpecin-Deceuninck     | 55 pkt                |
| 5.                    | Alexander Kristoff    | Norwegia              | Uno-X Pro Cycling Team | 55 pkt                |
| 6.                    | Thibau Nys            | Belgia                | Trek-Segafredo         | 47 pkt                |
| 7.                    | Jasper De Buyst       | Belgia                | Lotto Dstny            | 39 pkt                |
| 8.                    | Oded Kogut            | Izrael                | Israel-Premier Tech    | 37 pkt                |
| 9.                    | Casper Pedersen       | Dania                 | Soudal Quick-Step      | 30 pkt                |
| 10.                   | Yves Lampaert         | Belgia                | Soudal Quick-Step      | 30 pkt                |

| Klasyfikacja punktowa | Klasyfikacja punktowa | Klasyfikacja punktowa | Klasyfikacja punktowa  | Klasyfikacja punktowa |
| Kolarz                | Kolarz                | Państwo               | Drużyna                | Punkty                |
| --------------------- | --------------------- | --------------------- | ---------------------- | --------------------- |
| 1.                    | Mathieu van der Poel  | Holandia              | Alpecin-Deceuninck     | 94 pkt                |
| 2.                    | Fabio Jakobsen        | Holandia              | Soudal Quick-Step      | 85 pkt                |
| 3.                    | Søren Wærenskjold     | Norwegia              | Uno-X Pro Cycling Team | 56 pkt                |
| 4.                    | Jasper Philipsen      | Belgia                | Alpecin-Deceuninck     | 55 pkt                |
| 5.                    | Alexander Kristoff    | Norwegia              | Uno-X Pro Cycling Team | 55 pkt                |
| 6.                    | Thibau Nys            | Belgia                | Trek-Segafredo         | 47 pkt                |
| 7.                    | Jasper De Buyst       | Belgia                | Lotto Dstny            | 39 pkt                |
| 8.                    | Oded Kogut            | Izrael                | Israel-Premier Tech    | 37 pkt                |
| 9.                    | Casper Pedersen       | Dania                 | Soudal Quick-Step      | 30 pkt                |
| 10.                   | Yves Lampaert         | Belgia                | Soudal Quick-Step      | 30 pkt                |

| Klasyfikacja górska | Klasyfikacja górska | Klasyfikacja górska | Klasyfikacja górska | Klasyfikacja górska |
| Kolarz              | Kolarz              | Państwo             | Drużyna             | Punkty              |
| ------------------- | ------------------- | ------------------- | ------------------- | ------------------- |

| Klasyfikacja górska | Klasyfikacja górska | Klasyfikacja górska | Klasyfikacja górska | Klasyfikacja górska |
| Kolarz              | Kolarz              | Państwo             | Drużyna             | Punkty              |
| ------------------- | ------------------- | ------------------- | ------------------- | ------------------- |

### Klasyfikacja drużynowa
| Klasyfikacja drużynowa | Klasyfikacja drużynowa                  | Klasyfikacja drużynowa | Klasyfikacja drużynowa |
| Drużyna                | Drużyna                                 | Państwo                | Czas                   |
| ---------------------- | --------------------------------------- | ---------------------- | ---------------------- |
| 1.                     | Trek-Segafredo                          | Stany Zjednoczone      | 48h 32' 42"            |
| 2.                     | Soudal Quick-Step                       | Belgia                 | + 35"                  |
| 3.                     | Uno-X Pro Cycling Team                  | Norwegia               | + 1' 54"               |
| 4.                     | Intermarché-Circus-Wanty                | Belgia                 | + 3' 11"               |
| 5.                     | Alpecin-Deceuninck                      | Belgia                 | + 3' 21"               |
| 6.                     | Israel-Premier Tech                     | Izrael                 | + 5' 07"               |
| 7.                     | Team Flanders-Baloise                   | Belgia                 | + 5' 31"               |
| 8.                     | Lotto Dstny                             | Belgia                 | + 6' 25"               |
| 9.                     | Eolo-Kometa                             | Włochy                 | + 6' 51"               |
| 10.                    | Bolton Equities Black Spoke Pro Cycling | Nowa Zelandia          | + 17' 34"              |

### Liderzy klasyfikacji
| Etap   |                            | Pierwsze miejsce _   | Klasyfikacja generalna | Punktowa             | Młodzieżowa   | Drużynowa _       |
| ------ | -------------------------- | -------------------- | ---------------------- | -------------------- | ------------- | ----------------- |
| 1      | płaski                     | Jasper Philipsen     | Jasper Philipsen       | Jasper Philipsen     | Oded Kogut    | Eolo-Kometa       |
| 2      | płaski                     | Fabio Jakobsen       | Fabio Jakobsen         | Fabio Jakobsen       | Mathias Vacek | Soudal Quick-Step |
| 3      | jazda indywidualna na czas | Søren Wærenskjold    | Mathieu van der Poel   | Fabio Jakobsen       | Mathias Vacek | Soudal Quick-Step |
| 4      | pagórkowaty                | Mathieu van der Poel | Mathieu van der Poel   | Mathieu van der Poel | Mathias Vacek | Trek-Segafredo    |
| 5      | płaski                     | Fabio Jakobsen       | Mathieu van der Poel   | Mathieu van der Poel | Mathias Vacek | Trek-Segafredo    |
| Koniec | Koniec                     |                      | Mathieu van der Poel   | Mathieu van der Poel | Mathias Vacek | Trek-Segafredo    |